# Фастекс

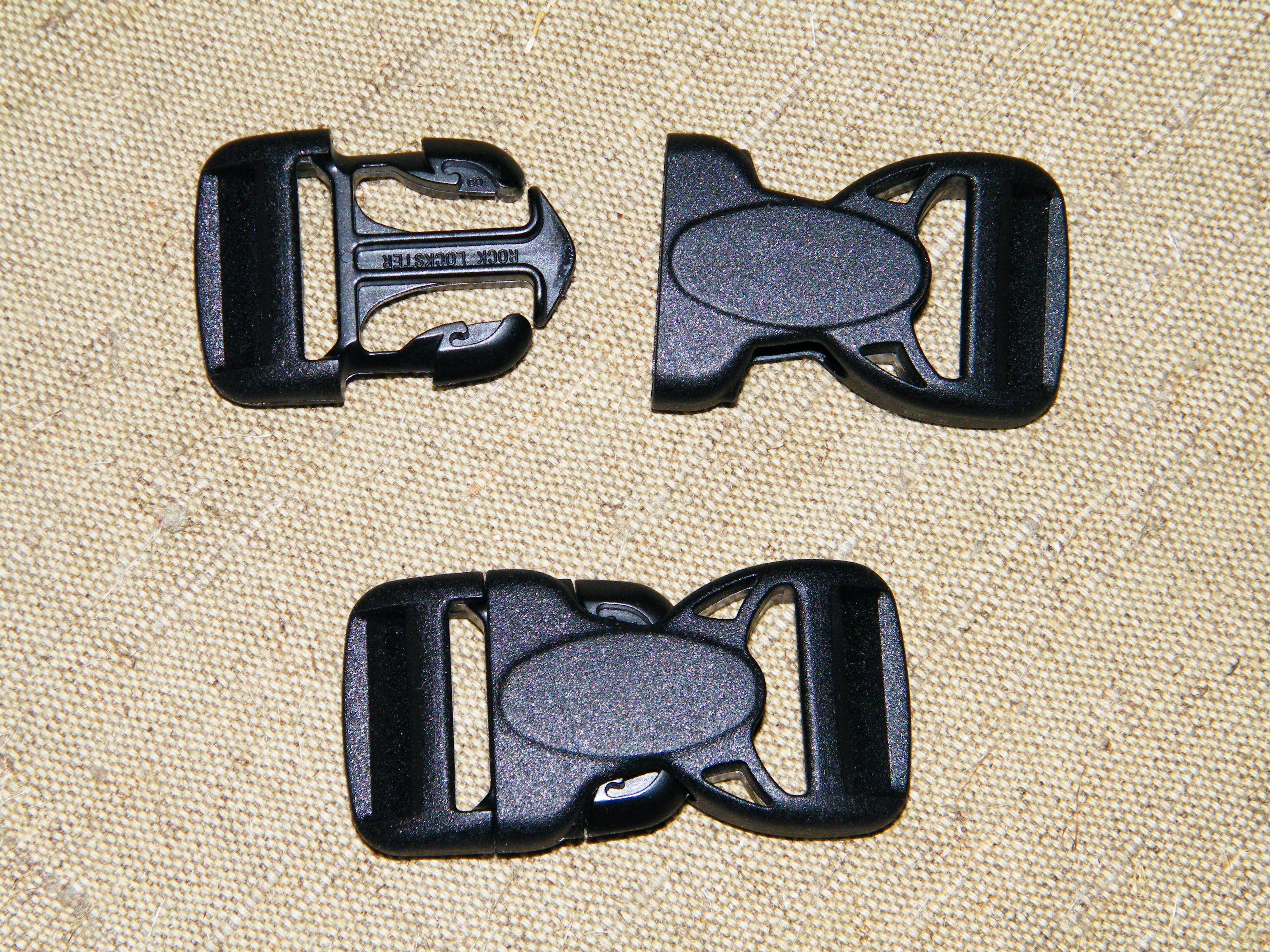
Вгорі — в розстебнутому вигляді,
внизу — в зібраному вигляді.

Фастекс (фаст, пряжка-фаст, «тризуб») — напівавтоматична застібка для з'єднання тканинних стрічок, стропів, ременів.
Назва «фастекс» бере початок від підрозділу фірми ITW (Illinois Tool Works) ITW Fastex.

## Пристрій
Фастекс складається з двох частин, що кріпляться до кінців строп або ременів. Перша має три зубці, від чого походить прізвисько фастекса «тризуб». Ці зубці вставляються в другу, гніздову частину фастекса. Навантаження на розтяг несуть два бічних зубця, а середній, напрямний зубець, служить для жорсткості конструкції.
Дві частини кріпляться до полотна стропи за допомогою петель-фіксаторів і простих петель. Петля-фіксатор жорстко фіксує полотно в стані натягу.
Скріплення частин відбувається автоматично при їх з'єднанні і замиканні. Роз'єднання виробляється ручним затисненням бічних зубців.

## Застосування
Застібки типу фастекс широко застосовуються в туристичному спорядженні, в конструкції рюкзаків, наметів. Дозволяють з легкістю пристібати і відстібати різні знімні елементи. У рюкзаків це може бути клапан, поясний ремінь, стяжки. У наметів фастексами іноді кріпиться внутрішній намет до тенту.